# Puanama sara
Puanama sara là một loài bọ cánh cứng trong họ Cerambycidae.